# Damiano Lugon
Damiano Lugon (* 13. Januar 1956) ist ein ehemaliger italienischer Naturbahnrodler. Er startete sowohl im Einsitzer als auch im Doppelsitzer, zumeist mit Andrea Millet. Lugon wurde 1979 Weltmeister im Doppelsitzer und 1979 sowie 1989 Europameister im Einsitzer. Hinzu kommen weitere drei Silbermedaillen bei Weltmeisterschaften sowie drei Silber- und eine Bronzemedaille bei Europameisterschaften. Im Europapokal feierte er zwei Siege.

## Karriere
Im Februar 1975 nahm Lugon erstmals an einer Europameisterschaft teil und erzielte Platz fünf im Einsitzer und zusammen mit Andrea Millet Platz elf im Doppelsitzer. Drei Wochen später startete er bei der Junioreneuropameisterschaft und gewann mit Millet Silber im Doppelsitzer. Im Einsitzer wurde er Fünfter. Seine erste Medaille in der Allgemeinen Klasse gewann Lugon bei der Europameisterschaft 1977 in Seis am Schlern mit dem dritten Platz im Einsitzer. Im Doppelsitzer startete er in diesem Jahr nicht. Nachdem er bei der Europameisterschaft 1978 in Aurach bei Kitzbühel als Vierter im Einsitzer und Fünfter im Doppelsitzer – mit Erich Graber – zweimal knapp die Medaillenränge verpasst hatte, wurde er bei der Europameisterschaft 1979 in Fénis Europameister im Einsitzer und mit Andrea Millet Vizeeuropameister im Doppelsitzer. Eine Woche nach dieser EM fand in Inzing die erste Weltmeisterschaft statt. Lugon konnte seine Form beibehalten und wurde mit Millet Weltmeister im Doppelsitzer und Vizeweltmeister im Einsitzer. Bei der zweiten Weltmeisterschaft 1980 in Moos in Passeier gewann Lugon erneut die Silbermedaille im Einsitzer. Im Doppelsitzer war er gemeinsam mit Andrea Millet das letzte Mal am Start, sie belegten aber nur den zehnten und zugleich letzten Platz.
Eine weitere Silbermedaille im Einsitzer gewann Lugon bei der Europameisterschaft 1981 in Niedernsill, bei der Weltmeisterschaft 1982 und der Europameisterschaft 1983 blieb er als jeweils Vierter aber knapp ohne Edelmetall. Bei der Weltmeisterschaft 1984 in Kreuth kam der Italiener nicht ins Ziel. Im Jahr 1985 stand Lugon bei der Europameisterschaft in Szczyrk als Zweiter wieder auf dem Siegerpodest. Die Silbermedaille gewann er auch bei der Weltmeisterschaft 1986 in Fénis, musste sich aber bei der Europameisterschaft 1987 in Jesenice mit Platz zehn begnügen. Nachdem die Weltmeisterschaft 1988 witterungsbedingt abgesagt werden musste, feierte Lugon bei der Europameisterschaft 1989 in Garmisch-Partenkirchen seinen letzten großen Erfolg, als er zehn Jahre nach seinem ersten Europameistertitel zum zweiten Mal Europameister im Einsitzer wurde. Mit diesem Sieg hält Lugon bis heute den Rekord der meisten EM-Medaillen im Einsitzer der Herren (zweimal Gold, zweimal Silber und einmal Bronze). Bei der Weltmeisterschaft 1990 – seinem letzten internationalen Großereignis – fuhr er auf Rang acht.
Im Europapokal erzielte Lugon zwischen 1978 und 1989 insgesamt zehn Podestplätze, sieben im Einsitzer und drei im Doppelsitzer. Zuoberst auf dem Siegertreppchen stand er zweimal: 1981 im Doppelsitzer und 1985 im Einsitzer.

## Sportliche Erfolge
(wenn nicht anders angegeben, Doppelsitzer mit Andrea Millet)

### Weltmeisterschaften
- Inzing 1979: 1. Doppelsitzer, 2. Einsitzer
- Moos in Passeier 1980: 2. Einsitzer, 10. Doppelsitzer
- Feld am See 1982: 4. Einsitzer
- Fénis-Aosta 1986: 2. Einsitzer
- Gsies 1990: 8. Einsitzer

### Europameisterschaften
- Feld am See 1975: 5. Einsitzer, 11. Doppelsitzer
- Seis am Schlern 1977: 3. Einsitzer
- Aurach 1978: 4. Einsitzer, 5. Doppelsitzer (mit Erich Graber)
- Fénis 1979: 1. Einsitzer, 2. Doppelsitzer
- Niedernsill 1981: 2. Einsitzer
- Sankt Konrad 1983: 4. Einsitzer
- Szczyrk 1985: 2. Einsitzer
- Jesenice 1987: 10. Einsitzer
- Garmisch-Partenkirchen 1989: 1. Einsitzer

### Junioreneuropameisterschaften
- Fénis 1975: 2. Doppelsitzer, 5. Einsitzer

### Europapokal
- Zwei Siege (Doppelsitzer 1981, Einsitzer 1985)
- Fünf zweite Plätze (Einsitzer 1978, 1979, 1982, 1983 und 1989)
- Drei dritte Plätze (Doppelsitzer 1979 und 1980, Einsitzer 1980)